# Vario (álbum)
Vario es el cuarto álbum lanzado por el productor de complextro Aleksander Vinter, y el segundo bajo el alias de Savant. El mismo fue lanzado el 22 de febrero de 2012 por la discográfica Section Z. Posiblemente Vario sea el álbum más característico de Vinter, ya que define a su personaje más conocido, homónimo al álbum, Vario.

## Lista de canciones
| N.º     | Título                       | Duración |  |
| 1.      | «Splinter»                   | 4:58     |  |
| 2.      | «Vario»                      | 3:20     |  |
| 3.      | «Living iPod»                | 4:40     |  |
| 4.      | «Mecha Blecka»               | 4:36     |  |
| 5.      | «Shadow»                     | 6:48     |  |
| 6.      | «Stormtrooper»               | 4:19     |  |
| 7.      | «Hero From the Past»         | 3:29     |  |
| 8.      | «Antipixel»                  | 3:10     |  |
| 9.      | «Ba-da Bing!»                | 5:05     |  |
| 10.     | «Party Machine»              | 5:40     |  |
| 11.     | «Champagne»                  | 6:22     |  |
| 12.     | «Heartshaped Mushroom Cloud» | 3:40     |  |
| 13.     | «Burgertime»                 | 3:04     |  |
| 14.     | «Trust Issues»               | 4:21     |  |
| 15.     | «Fuck Nexus»                 | 5:51     |  |
| 16.     | «Thunderclout»               | 5:48     |  |
| 1:15:35 |                              |          |  |